# 马同和
马同和（1967年11月—），河南省柘城县人，中华人民共和国政治人物。

## 生平
1967年11月，马同和出生在河南省柘城县。1986年，马同和进入北京理工大学管理工程系学习，1990年毕业后分配到河南省许昌市八一机械厂工作。
1991年10月，马同和成为商丘地区经贸委科长、经贸委办公室主任，在任期间的1996年12月加入中国共产党。
2003年8月，马同和调任中共柘城县委常委、常务副县长。
2009年4月，马同和调任商丘市人事局（今商丘市人力资源和社会保障局）副局长、党组副书记，2013年5月转任商丘市人民政府副秘书长兼市人力资源和社会保障局党组副书记，同年12月转任商丘市人口和计划生育委员会主任、党组书记。
2015年3月，马同和调任中共宁陵县委副书记、县人民政府县长，2021年7月升任县委书记，2022年11月退任。
2023年1月，马同和调任商丘医学高等专科学校党委副书记。

### 落马
2016年，因大气污染防治不力，宁陵县人民政府县长马同和遭到“诫勉谈话”处分，全市通报批评。
2024年3月18日，马同和涉嫌严重违纪违法，接受洛阳市纪委监委纪律审查和监察调查。